# Pareclipsis leptophyes
Pareclipsis leptophyes är en fjärilsart som beskrevs av Louis Beethoven Prout 1916. Pareclipsis leptophyes ingår i släktet Pareclipsis och familjen mätare. Inga underarter finns listade i Catalogue of Life.